# 嘉義福容voco酒店
嘉義福容voco酒店（英語：voco Chiayi）位於嘉義市西區，酒店由麗寶集團標下知名爛尾樓嘉南摩天大樓拆除重建後，委託洲際酒店集團以	voco酒店品牌經營管理。本酒店為洲際酒店集團在台灣的首家voco酒店，也是麗寶集團首度與跨國酒店集團合作，酒店樓高30層樓，共369間客房。